# L'Hôtel du Nord
För andra betydelser, se Hôtel du Nord (olika betydelser).
L'Hôtel du Nord är en roman från 1929 av Eugène Dabit, utgiven i Sverige 1950. Romanen filmatiserades 1938, med titeln Hôtel du Nord, i regi av regissören Marcel Carné med Louis Jouvet och Arletty i huvudrollerna. 
Romanens titel kommer från det klassiska hotellet Hôtel du Nord, som ligger på Quai de Jemmapes längs Saint-Martin kanalen i Paris i det 10:de arrondissementet.
Den tyska översättningen av boken brändes av nationalsocialister under de landsomfattande bokbålen i Nazityskland 1933.